# 大浦正文
大浦正文（1969年9月28日—2013年12月20日），是一位前日本排球運動員及教練。

## 概歷
日本長崎縣上縣郡（現對馬市）出生，曾經代表日本參加1992年夏季奧林匹克運動會，全盛時期的跳躍高度可超過一公尺以上。退休後擔任長崎市立長崎商業高等學校教師，隨後則成為日本青年隊的教練，同時身兼長崎縣立島原商業高等學校教師的職務。
2013年12月20日，因胃癌在東京都內的醫院去世，享年44歲。

## 生涯
- 長崎市立長崎商業高等學校→三得利太陽鳥（1988-?）
- 日本國家隊
  - 奧運會 - 1992
  - 世界盃排球賽 - 1989, 1991, 1995
  - 世界排球錦標賽 - 1990, 1994

## 榮譽
- 1989年　第23回日本聯賽　猛打獎
- 1990年　第24回日本聯賽　敢闘獎、最佳六人
- 1991年　第25回日本聯賽　敢闘獎、最佳六人
- 1992年　第26回日本聯賽　最佳六人
- 1993年　第27回日本聯賽　猛打獎、敢闘獎、最佳六人